# ファイナ・メルニク
ファイナ・メルニク（ウクライナ語: Фаїна Григорівна Мельник、1945年7月9日 - 2016年12月16日）は、旧ソビエト連邦の陸上競技選手。1972年ミュンヘンオリンピックの金メダリストである。ウクライナ共和国フメリニツキー州バコータ出身。

## 経歴
メルニクは、1971年のヘルシンキで開催されたヨーロッパ選手権の円盤投で、これまで西ドイツのリーゼル・ヴェステルマンが持っていた63m96の世界記録を26cm更新する、64m22の世界新記録を出し、2位のヴェステルマン以下を抑え、金メダルを獲得。メルニクは、翌年の1972年ミュンヘンオリンピック直前の8月4日には66m76を記録し、自身5回目の世界新記録を樹立。そしてミュンヘンでは、66m62の好記録でルーマニアのアルゲンティナ・メニシュらを抑え金メダルを獲得した。
ミュンヘンオリンピック直後に、メニシュに世界記録を奪われたものの（67m32）、翌1973年5月にはメニシュから世界記録を奪い返す（67m44）。メルニクは1974年のローマのヨーロッパ選手権の前までに、69m90まで世界記録を更新。ローマでは69m00で、2位のメニシュに4m以上の大差をつけ勝利。1975年8月20日にスイスのチューリッヒで70m20と、自身10回目の世界新記録を史上初めての70m突破で更新。翌年の1976年モントリオールオリンピックの直前には70m50と11回目の世界新記録を達成した。
モントリオールオリンピックでは、3投目を終わり5位につける。4投目に66.40の投てきで4位に浮上。そして5投目に68m40を投げるがこれが無効試技となり、結局66m40のまま4位に終わりメダルに手が届かなかった。68m40が有効であれば銀メダルに手が届いているところであった。
メルニクは、1978年のヨーロッパ選手権では5位、1980年モスクワオリンピックでは、予選において、記録を残した選手の中では最も悪い記録で予選落ちした。

## 自己ベスト
- 円盤投 - 70m50 (1976年)

## 世界記録
| 記録  | 記録日        | 場所           |
| ----- | ------------- | -------------- |
| 64m22 | 1971年8月12日 | ヘルシンキ     |
| 64m88 | 1971年9月4日  | ミュンヘン     |
| 65m42 | 1972年5月31日 | モスクワ       |
| 65m48 | 1972年6月24日 | アウクスブルク |
| 66m76 | 1972年8月4日  | モスクワ       |
| 67m44 | 1973年5月25日 | リガ           |
| 67m58 | 1973年7月10日 | モスクワ       |
| 69m48 | 1973年9月27日 | エジンバラ     |
| 69m90 | 1974年5月27日 | プラハ         |
| 70m20 | 1975年8月20日 | チューリッヒ   |
| 70m50 | 1976年4月24日 | ソチ           |

## 主な実績
| 年   | 大会                 | 場所                       | 種目   | 結果      | 記録  |
| ---- | -------------------- | -------------------------- | ------ | --------- | ----- |
| 1971 | ヨーロッパ陸上選手権 | ヘルシンキ(フィンランド)   | 円盤投 | 1位       | 64m22 |
| 1972 | オリンピック         | ミュンヘン(西ドイツ)       | 円盤投 | 1位       | 66m62 |
| 1973 | ユニバーシアード     | モスクワ(ソビエト連邦)     | 砲丸投 | 3位       | 18m31 |
| 1973 | ユニバーシアード     | モスクワ(ソビエト連邦)     | 円盤投 | 1位       | 64m54 |
| 1974 | ヨーロッパ陸上選手権 | ローマ(イタリア)           | 円盤投 | 1位       | 69m00 |
| 1976 | オリンピック         | モントリオール(カナダ)     | 円盤投 | 4位       | 66m40 |
| 1976 | オリンピック         | モントリオール(カナダ)     | 砲丸投 | 10位      | 18m07 |
| 1977 | IAAFワールドカップ   | デュッセルドルフ(西ドイツ) | 円盤投 | 1位       | 68m10 |
| 1978 | ヨーロッパ陸上選手権 | プラハ(チェコスロバキア)   | 円盤投 | 5位       | 62m30 |
| 1980 | オリンピック         | モスクワ(ソビエト連邦)     | 円盤投 | 16位（h） | 53m76 |

- hは予選